# Shenzhou 9
Shenzhou-9 est une mission spatiale du programme spatial chinois habité ayant eu lieu du 16 juin 2012 au 29 juin 2012. Le vaisseau Shenzhou, lancé par une fusée Longue Marche 2F/G depuis la base de lancement de Jiuquan emporte trois astronautes qui doivent occuper pour la première fois la station spatiale chinoise, Tiangong 1 mise en orbite en 2011. Cette mission fait suite à la mission Shenzhou 8 qui a eu lieu en novembre 2011, au cours de laquelle un vaisseau Shenzhou sans équipage a effectué un amarrage d'essai à la station spatiale.

## Équipage
Les trois membres de l'équipage sont Jing Haipeng, commandant de la mission qui réalise son second vol spatial après Shenzhou 7, Liu Wang et Liu Yang première Chinoise à aller dans l'espace. Tous les trois sont à l'origine des pilotes de l'Armée de l'air chinoise.
- Commandant : Jing Haipeng (2),  Chine
- Ingénieur de vol 1 : Liu Wang (1),  Chine
- Ingénieur de vol 2 : Liu Yang (1),  Chine

Le chiffre entre parenthèses indique le nombre de vols spatiaux effectués par l'astronaute, Shenzhou 9 inclus.

### Doublure de l'équipage
Pour ce vol, l'équipage de réserve était composé de :
- Commandant : Nie Haisheng  Chine
- Ingénieur de vol 1 : Zhang Xiaoguang  Chine
- Ingénieur de vol 2 : Wang Yaping  Chine

## Mission

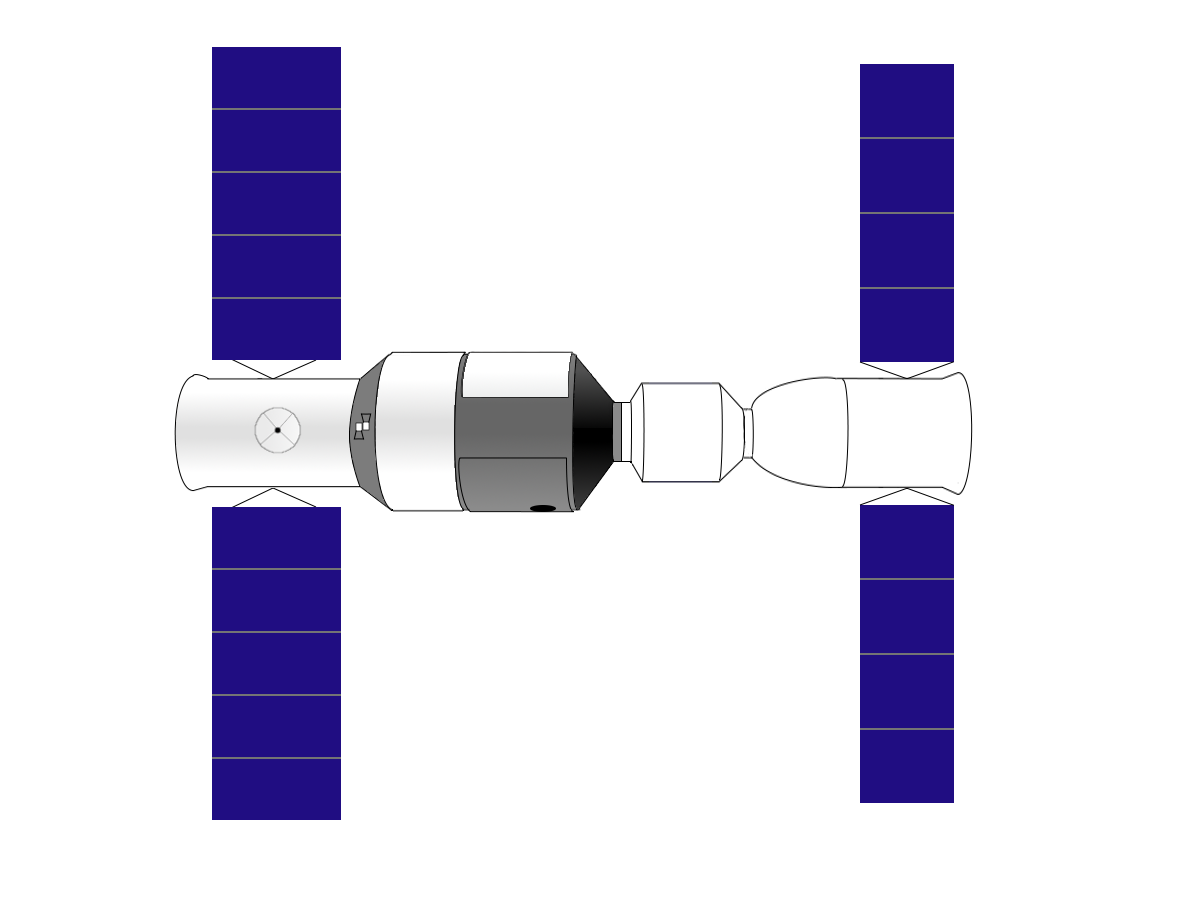
Schéma de Tiangong 1 (à gauche dans le schéma) amarré au vaisseau spatial Shenzhou.

La mission de Shenzhou-9 a duré 13 jours. L'équipage a réussi à amarrer manuellement Shenzhou à Tiangong 1, en plus de mettre à l'épreuve un système auto-amarrant. Les taïkonautes ont consacré la plupart de leur temps à la réalisation d'expériences à l'intérieur du laboratoire. Aucune sortie dans l'espace n'a eu lieu.

## Retour et réactions
Se servant d'un parachute pour ralentir sa descente, la capsule a atterri à 10:05 heure locale (02:05 heure GMT) en Mongolie-Intérieure. Des images de l’événement furent diffusées dans tout le pays et l'agence de presse chinoise rapporta que les trois membres de l'équipage étaient en bonne santé. Le Premier ministre chinois Wen Jiabao qualifia la mission de « réussite totale ». Liu Yang, la première chinoise dans l'espace, est devenue un des visages les plus connus dans son pays.
L'amarrage et le transfert d'astronautes entre deux vaisseaux, effectués lors de cette mission représentent une percée technique essentielle pour ouvrir la voie à la construction d'une station spatiale chinoise d'ici à 2020.